# آلفا-کاروتن
آلفا کاروتن شکلی از کاروتن با حلقه بتا-یونون در یک انتها و حلقه آلفا-یونون در انتهای مخالف است؛ و دومین فرم رایج کاروتن است.

## فیزیولوژی انسانی
در بزرگسالان ایالات متحده و چین میانگین غلظت سرم آلفا_کاروتن ۴٫۷۱ µg/dL بود که۴٫۲۲ بین مردان و۵٫۳۱ µg/dL بین زنان است. (برای تبدیل به میکرومول در لیتر، با ۰٫۰۱۸۶۳ ضرب می‌شود).

## تأثیر بر سلامتی
وجود آن در رژیم غذایی بر سطح α-کاروتن خون تأثیر می‌گذارد، که مطالعه‌ای نشان داد این مسئله به میزان قابل توجهی مرگ زودرس را کاهش می‌دهد.